# Mono- et diglycérides d'acides gras
« E471 » redirige ici. Pour les autres significations, voir E471 (homonymie).

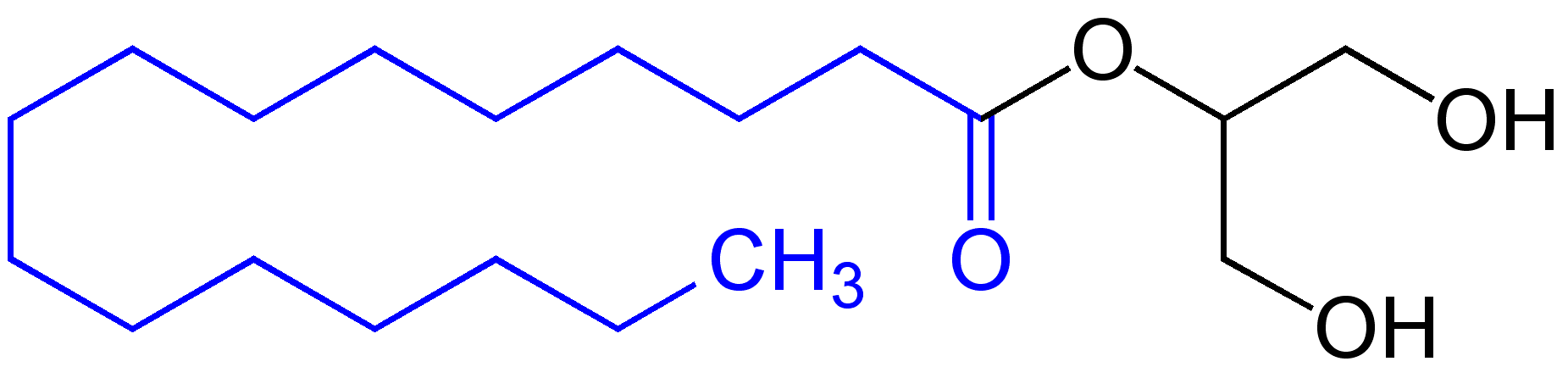
Monoglycéride.

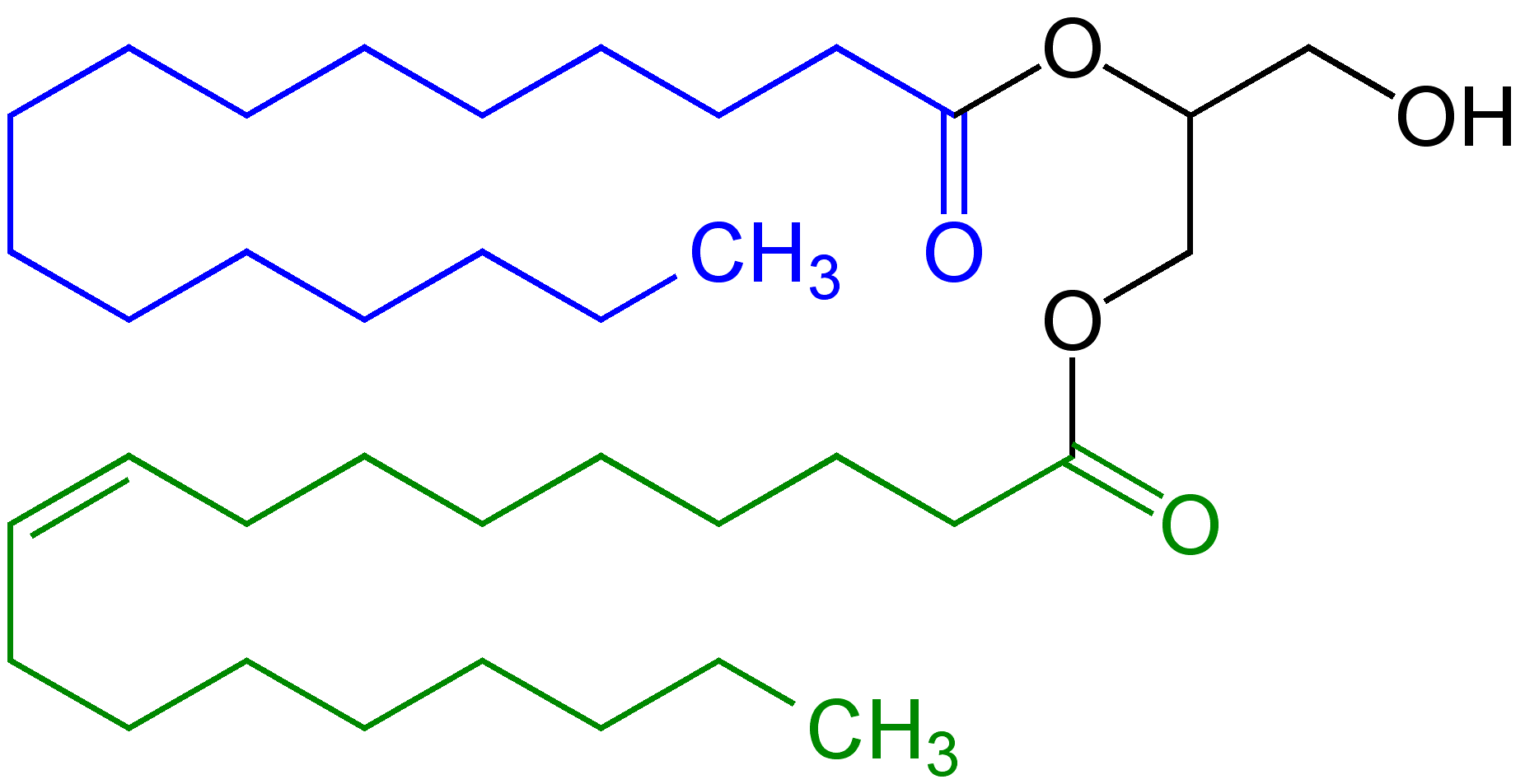
Diglycéride.

Le mono- et diglycérides d'acides gras ou E471 est un additif alimentaire composé de mono- et diglycérides d'acides gras alimentaires. Il sert comme émulsifiant, agent d'enrobage, gélifiant, antioxydant et support pour colorant. Il est obtenu à partir de graisse alimentaire d'origine animale, végétale ou synthétique.

## Fabrication et applications courantes
Le E471 est fabriqué à partir de matière grasse alimentaire soit par un procédé dit de transesterification, une réaction entre un corps gras et du glycérol (glycérolyse), ou par estérification directe, les acides gras sont alors obtenus par hydrolyse. Si les corps gras impliqués dans ces deux méthodes de fabrication sont généralement de la graisse animale (porc, bœuf) ou de l'huile végétale (huile de palme, soja, colza), le premier procédé peut utiliser des graisses hydrogénées,.
Cet additif est incorporé dans de nombreux produits alimentaires afin d'en améliorer la texture et la conservation, dont :
- le pain, les viennoiseries industrielles, les gâteaux moelleux : les agents sont destinés à assouplir la pâte. La texture est alors plus moelleuse et ce moelleux se garde plus longtemps (le produit rassit moins vite) ;
- les desserts laitiers, les crèmes allégées : les agents sont utilisés comme gélifiant pour incorporer de l'eau en grande quantité et permettent d'obtenir une texture plus ferme et un taux de matière grasse plus faible ;
- les crèmes glacées : des émulsifiants sont ajoutés au cours du processus de congélation pour favoriser une texture plus crémeuse et ralentir la fonte de la crème glacée une fois servie mais surtout pour incorporer plus d'air qui sera ainsi vendu au prix de la glace ;
- la confiture industrielle.

## Sécurité alimentaire
D'après l'Autorité européenne de sécurité des aliments (EFSA), « [...] il n'est pas nécessaire de définir une dose journalière admissible et l'additif mono- et diglycérides d'acides gras (E 471) ne présente aucun risque pour la sécurité aux doses habituellement rencontrées ». D'après la Food and Drug Administration (FDA), cet additif est généralement reconnu comme sûr.
D'après Que Choisir, la consommation de cet additif (et des émulsifiants de façon générale) pourrait occasionner une augmentation de la perméabilité de la barrière intestinale et favoriser ainsi les maladies inflammatoires chroniques de l'intestin. Il pourrait également perturber la flore intestinale et ainsi favoriser les maladies auto-immunes. Enfin, l'inflammation intestinale chronique due à cet émulsifiant pourrait favoriser l'apparition d'un cancer du côlon.
Une étude française publiée le 13 février 2024 dans la revue mensuelle PLOS Medicine et menée sur plus de 90 000 personnes faisant partie de la cohorte NutriNet-Santé a conclu qu'un apport plus élevé en E471 augmente le risque de cancers de 15 %, et plus particulièrement ceux du sein (24 %) et de la prostate (46 %).

### Végétariens et religions
Le E471 provient en général de graisse végétale, mais il n'est pas exclu d'en trouver provenant de graisse animale. La composition chimique du composé étant identique, l'indication de provenance (végétale ou animale) n'est pas obligatoire. 
Il est également possible que le porc ou le bœuf entre dans sa composition. Ainsi, les personnes qui ne mangent pas de viande, de porc ou de bœuf éviteront les produits contenant cet additif, sauf s'il est certifié d'origine végétale ou possédant le label religieux adéquat. Le cas des religions juive et musulmane est particulier. En effet, les molécules de mono et diglycérides d'acides gras sont obtenues par réaction chimique et présentent des propriétés différentes de la molécule initiale. De la même manière que pour le vinaigre qui est issu de l'alcool, la consommation de cet additif a été déclarée conforme aux dogmes religieux,.